# Jean-Paul Riopelle

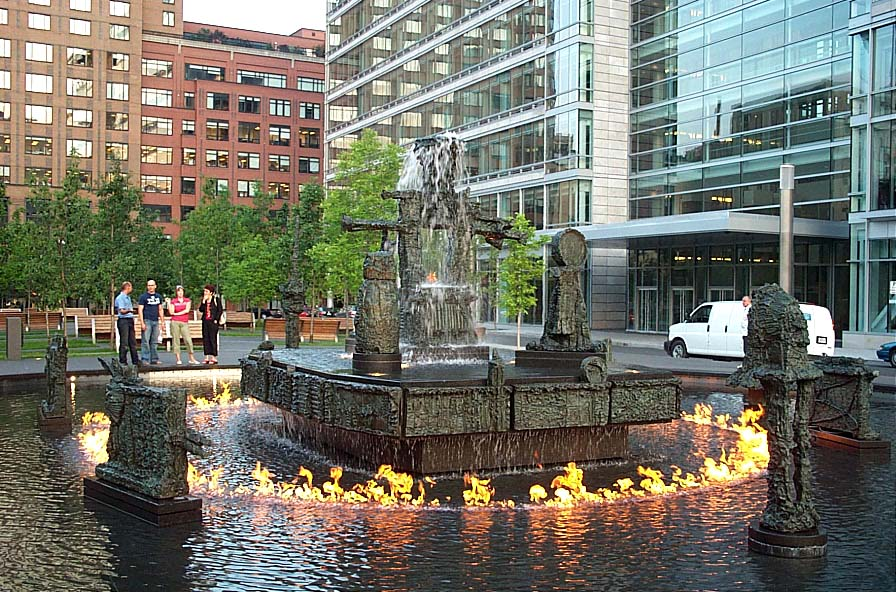
La Joute, por Jean-Paul Riopelle.

Jean-Paul Riopelle (7 de octubre de 1923 - 12 de marzo de 2002) fue un pintor y escultor canadiense.
Nacido en Montreal (Quebec), estudió con Paul-Émile Borduas en los años 1940 y fue un miembro del movimiento Les Automatistes. Fue uno de los firmantes del manifiesto Refus global. En 1949 se trasladó a París y siguió su carrera como artista, donde él comercializó su imagen como «salvaje canadiense». Su compañera de pintura y también en la vida fue la pintora estadounidense Joan Mitchell. Mantuvieron casas y estudios separados cerca de Giverny, donde había vivido Monet. Se influyeron mutuamente en gran medida, tanto intelectual como artísticamente, pero su relación fue tormentosa, alimentada por el alcohol. En ciertas épocas, sus estilos eran marcadamente similares.
El estilo de Riopelle cambió gradualmente del Surrealismo al Expresionismo abstracto, en el cual usaba una miríada de suaves cubos de color.
Pintor abstracto canadiense. Nació en Montreal y recibió clases de arte desde los 6 años. Está considerado como uno de los exponentes del tachismo (del francés tache, mancha), en el que las pinturas están elaboradas con manchas de color aplicadas en el lienzo de una manera espontánea o al azar, similar a las que se utilizaron en la pintura de grandes superficies de colores planos. Riopelle realizó una serie de obras que pueden ser descritas como improvisaciones pintadas. En sus trabajos posteriores a 1950 aparecen gruesas bandas de pintura sacadas directamente del tubo, que crean unos diseños a modo de mosaicos de brillante intensidad. Muchas de las obras posteriores de Riopelle, en especial las que pintó a partir de 1956, muestran grandes espacios en blanco, logrando un efecto libre y espacioso. Riopelle, que vive en Francia desde 1946, trabaja también la escultura y las artes gráficas.
- Datos: Q708544
- Multimedia: Jean-Paul Riopelle / Q708544